# Victor Lanoux

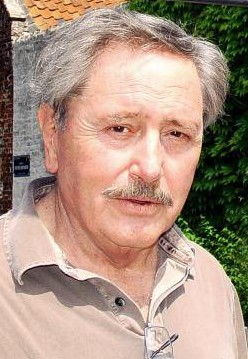
Victor Lanoux

Victor Lanoux, eigentlich Victor Rubert Nataf, (* 18. Juni 1936 in Paris; † 4. Mai 2017 in Vaux-sur-Mer) war ein französischer Schauspieler.

## Leben
Victor Lanoux, der am Algerienkrieg teilnahm, war ab 1959 am Theater und an einem Pariser Filmstudio als Bühnentechniker tätig. Er nahm Schauspielunterricht und trat zwischen 1960 und 1964 zusammen mit Pierre Richard als Duo in Varietés und Nachtclubs auf. Es folgten Engagements auf der Theaterbühne, 1964 bis 1970 am Théâtre National Populaire und 1972 in Villeurbanne bei Roger Planchon. Daneben betätigte sich Lanoux auch als Autor von Theaterstücken.
Ab 1962 arbeitete er für das Fernsehen. Sein Spielfilmdebüt hatte er 1964 in der Verfilmung von Bert Brechts Die unwürdige Greisin. Es dauerte jedoch bis zum Anfang der 1970er Jahre, bis er regelmäßig Filmrollen übernahm. Dem großen Publikum bekannt wurde er als Jean Gabins Sohn in L’Affaire Dominici (1972). Lanoux bewies seitdem große Vielseitigkeit sowohl im dramatischen als auch im komödiantischen Fach. Er spielte einen die Spießer gegen Ausländer aufwiegelnden Ex-Soldaten in Yves Boissets Monsieur Dupont (1974) oder die Hauptrolle des unkonventionellen Ehemanns in Jean-Charles Tacchellas Komödie Cousin, Cousine (1975), die ihn international bekannt machte. Seine schauspielerische Bandbreite demonstrierte er exemplarisch als weinerlicher Macho in Yves Roberts Ein Elefant irrt sich gewaltig (1976), als gescheiterter Politiker in Jean-Pierre Mockys Ist ein Franzose im Raum? (1982) und als übereifriger Polizist in Samuel Fullers Diebe der Nacht (1984). Mit seinem Macho-Image brach er vor allem 1984 als verheirateter homosexueller Kommissar, der in La Triche eine Liebesaffaire mit einem jungen Mann hat.
Lanoux war an den Produktionsgesellschaften „Les Films de la Drouette“ und „Régie Enterprise Vidéo“ beteiligt. Er war längere Zeit mit der Schauspielerin Marie-José Nat liiert. 1976 war er sowohl als bester Hauptdarsteller für Cousin, Cousine als auch als bester Nebendarsteller für Adieu, Bulle für einen César nominiert, doch er erhielt keine der Auszeichnungen.
Seine Tochter Stéphanie Lanoux (* 1972) arbeitete ebenfalls als Schauspielerin.

## Filmografie (Auswahl)
- 1964: Die unwürdige Greisin (La Vieille dame indigne)
- 1972: Drei Milliarden ohne Fahrstuhl (Trois milliards sans ascenseur)
- 1972: Durch Paris mit Ach und Krach (Elle court, elle court la banlieue)
- 1973: Endstation Schafott (Deux hommes dans la ville)
- 1973: Die Affäre Dominici (L’Affaire Dominici)
- 1973: Ich weiß von nichts und sage alles (Je sais rien, mais je dirai tout) (Fernsehfilm)
- 1974: Entscheidung in der Wand (La Mort d’un guide)
- 1974: Monsieur Dupont (Dupont-Lajoie)
- 1975: Adieu, Bulle (Adieu poulet)
- 1975: Cousin, Cousine (Cousin, cousine)
- 1975: Zum Freiwild erklärt (Folle à tuer)
- 1976: Ein Elefant irrt sich gewaltig (Un éléphant, ça trompe énormément)
- 1976: Die Frau am Fenster (Une femme à sa fenêtre)
- 1977: Dienerin und Herrin (Servante et maîtress)
- 1977: Die einfache Vergangenheit (Le Passé simple)
- 1977: Wir kommen alle in den Himmel (Nous irons tous au paradis)
- 1977: Aller Anfang macht Spaß (Un moment d’égarement)
- 1978: Der Sanfte mit den schnellen Beinen (La Carapate)
- 1979: Die Hunde (Les Chiens)
- 1979: Mord in einem hübschen Dorf (Un si joli village)
- 1980: Eine schmutzige Affäre (Une sale affaire)
- 1982: Ist ein Franzose im Raum? (Y a-t-il un français dans la salle?)
- 1982: Boulevard der Mörder (Boulevard des assassins)
- 1982: Zwei Profis steigen aus (Un dimanche de flics)
- 1984: Dog Day – Ein Mann rennt um sein Leben (Canicule)
- 1984: Diebe der Nacht (Les Voleurs de la nuit)
- 1985: Hilfe, die Amis kommen (National Lampoon’s European Vacation)
- 1986: Schauplatz des Verbrechens (Le lieu du crime)
- 1987: Schmutziges Schicksal (Sale destin)
- 1988: Vivaldi – Skandalöse Abenteuer (Rouge Venise)
- 1992: Affenzirkus (Le Bal des casse-pieds)
- 1996: Tötet meine Tochter nicht! (Reckoning) (Fernsehfilm)
- 1998–2013: Louis la brocante (Fernsehserie, 44 Folgen)
- 2001: Reines d’un jour
- 2006–2016: Commissaire Laviolette (Fernsehserie, acht Folgen)